# 德兴站
德兴站位于中国江西省上饶市德兴市龙头山乡河村，是合福客运专线上的一座火车站，2015年6月28日启用。车站距离德兴市区35公里，开车大约需要30分钟。车站原址为山地，下挖60米后得以修建车站。

## 车站结构

### 站房
德兴站站房总建筑面积3456平方米，通过外立面上各种铜质构建的运用，体现了德兴作为“铜都”的特色。车站售票处位于站房南侧，设有售票处和自动售票机；进站口和候车室位于站房中部，最高聚集人数800人；出站口位于站房北侧。

### 站场
车站规模为2台4线，建在位于离候车室地面10米高的高架上。站场和候车室之间有地道联通。
| 2F | 侧式站台 | 侧式站台                              |
| 2F | 2站台    | 合福客运专线 往福州方向（上饶站）     |
| 2F | 通过线   | 合福客运专线 下行列车通过线           |
| 2F | 通过线   | 合福客运专线 上行列车通过线           |
| 2F | 1站台    | 合福客运专线 往合肥北城方向（婺源站） |
| 2F | 侧式站台 |                                       |
| 1F | 站房     | 出站口、进站口、售票、候车、检票口    |